# Thalaina punctilinea
Thalaina punctilinea là một loài bướm đêm trong họ Geometridae.